# Kellerberrin Shire
Kellerberrin Shire är en kommun i Australien. Den ligger i delstaten Western Australia, omkring 190 kilometer öster om delstatshuvudstaden Perth. Antalet invånare var 1 224 vid folkräkningen 2016.
Följande samhällen finns i Kellerberrin:
- Kellerberrin
- Doodlakine